# غريغوري جيبسون (عالم وراثة)
غريغوري جيبسون (بالإنجليزية: Gregory Gibson)‏ هو عالم وراثة أسترالي، ولد في 25 يوليو 1963.